# 黄铁矿
黄铁矿（英語：pyrite），别名硫鐵礦、愚人金，化学式为FeS
2（二硫化亚铁），是最丰富的硫化物矿物。黄铁矿的金属光泽和淡黄铜黄色的色调使它表面上与黄金相似，因此有愚人金的绰号。黃鐵礦是提取硫、制造硫酸的主要矿物原料。其特殊的形态色泽，有观赏价值。一些黄铁矿磨制成宝石也很受欢迎。
黄铁矿通常与石英脉、沉积岩和变质岩以及煤层中的其他硫化物或氧化物伴生，并作为化石中的替代矿物。

## 發現
黃鐵礦是最常見的硫化物礦物，廣泛存在於火成岩、變質岩和沈積岩中。它是火成岩中常見的副礦物，偶爾也會出現在原始岩漿中由不混溶的硫化物相產生的較大塊狀礦物中。它作為接觸變質作用的產物存在於變質岩中。它也形成為高溫熱液礦物，儘管偶爾會在較低溫度下形成。
黃鐵礦既作為原生礦物存在於原始沉積物中，又作為次生礦物在成岩作用中沉積。在還原環境條件下形成黑色頁岩和其他沉積岩中的化石之後，黃鐵礦和白鐵礦通常作為其替代假象出現。黃鐵礦作為頁岩中的副礦物很常見，它是由缺氧海水沉澱形成的，煤層通常含有大量的黃鐵礦。

## 用途

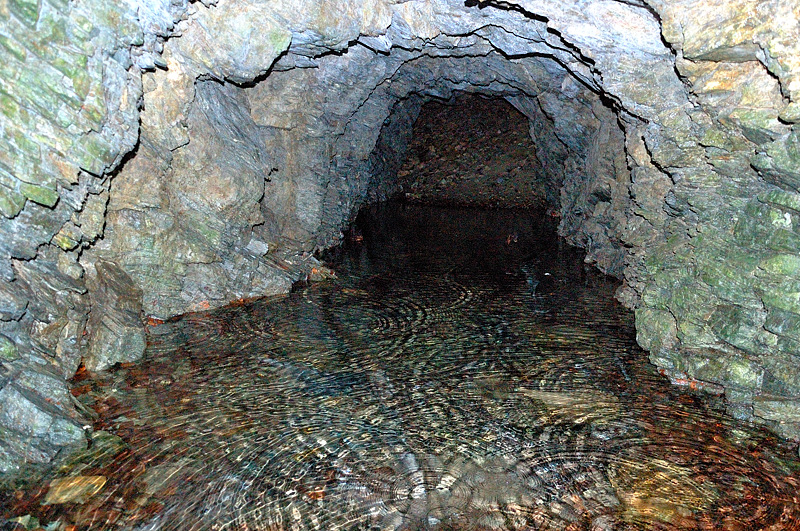
在斯洛伐克佩尔内克附近废弃的黄铁矿矿井

#### 用作火源
黄铁矿在16世纪和17世纪曾短暂流行，作为早期火器的点火源，最著名的是簧轮枪，其中将黄铁矿样品放在圆形锉刀上摩擦以产生开火所需的火花。
黄铁矿、燧石和一种由南澳大利亚的Kaurna人用桉树皮制成的火种一起作为一种传统的生火方法使用。

#### 生产硫酸亚铁
黄铁矿自古典时代就被用于生产硫酸亚铁。黄铁矿被堆积起来并使其风化（早期形式的堆浸法）。然后将堆中的酸性浸出物与铁一起煮沸以生成硫酸亚铁。在15世纪，这种浸出的新方法开始取代燃烧硫作为硫酸的来源。到19世纪时，这已成为主流方法。

#### 生产硫酸
黄铁矿仍然在商业上用于生产二氧化硫，用于造纸业和硫酸生产等。黄铁矿在540 °C（1,004 °F）开始热分解为硫化亚铁（FeS）和硫元素；在大约700 °C（1,292 °F）时，pS2约为1 atm。

#### 作电极材料
黄铁矿的一个较新的商业用途是作为劲量牌不可充电锂电池的阴极材料。
黄铁矿是一种能隙为0.95eV的半导体材料。纯黄铁矿在晶体和薄膜形式中都是天然的n型，这可能是由于黄铁矿晶体结构中的硫空位充当n掺杂剂。

#### 用作半导体
在20世纪初，黄铁矿被用作无线电接收器中的晶体检波器，至今仍被矿石收音机爱好者使用。在真空管成熟之前，晶体检波器是最灵敏、最可靠的检波器——在矿物类型之间甚至在特定类型的矿物中的单个样品之间存在相当大的差异。黄铁矿检波器占据了方铅矿检波器和机械更复杂的Perikon矿物检波器的中间点。黄铁矿检波器可以像现代1N34A锗二极管检波器一样灵敏。
黄铁矿已被提议作为低成本光伏太阳能电池板中丰富、无毒、廉价的材料。合成硫化亚铁与硫化铜一起用于制造光伏材料。最近正致力于开发完全由黄铁矿制成的薄膜太阳能电池。

#### 制作珠宝
黄铁矿用于制造白铁矿首饰。白铁矿首饰由小切面黄铁矿制成，通常镶嵌在银中，自古以来就为人所知，并在维多利亚时代流行。当该术语在珠宝制作中变得普遍时，“白铁矿”指的是所有二硫化亚铁矿物，包括黄铁矿，而不是斜方晶系的FeS2矿物白铁矿，它颜色较浅，易碎且化学性质不稳定，因此不适合制作珠宝。白铁矿首饰实际上不含白铁矿。当黄铁矿的标本表现为优质晶体时经常用于装饰。它们在矿物收藏方面也很受欢迎。提供最佳标本的地点包括索里亚省和拉里奥哈省（西班牙）。
按价值计算，中国（4700万美元）是全球进口未焙烧黄铁矿的最大市场，占全球进口量的65%。中国也是未焙烧黄铁矿进口增长最快的国家，2007年至2016年的复合年均增长率为+27.8%。

## 危害

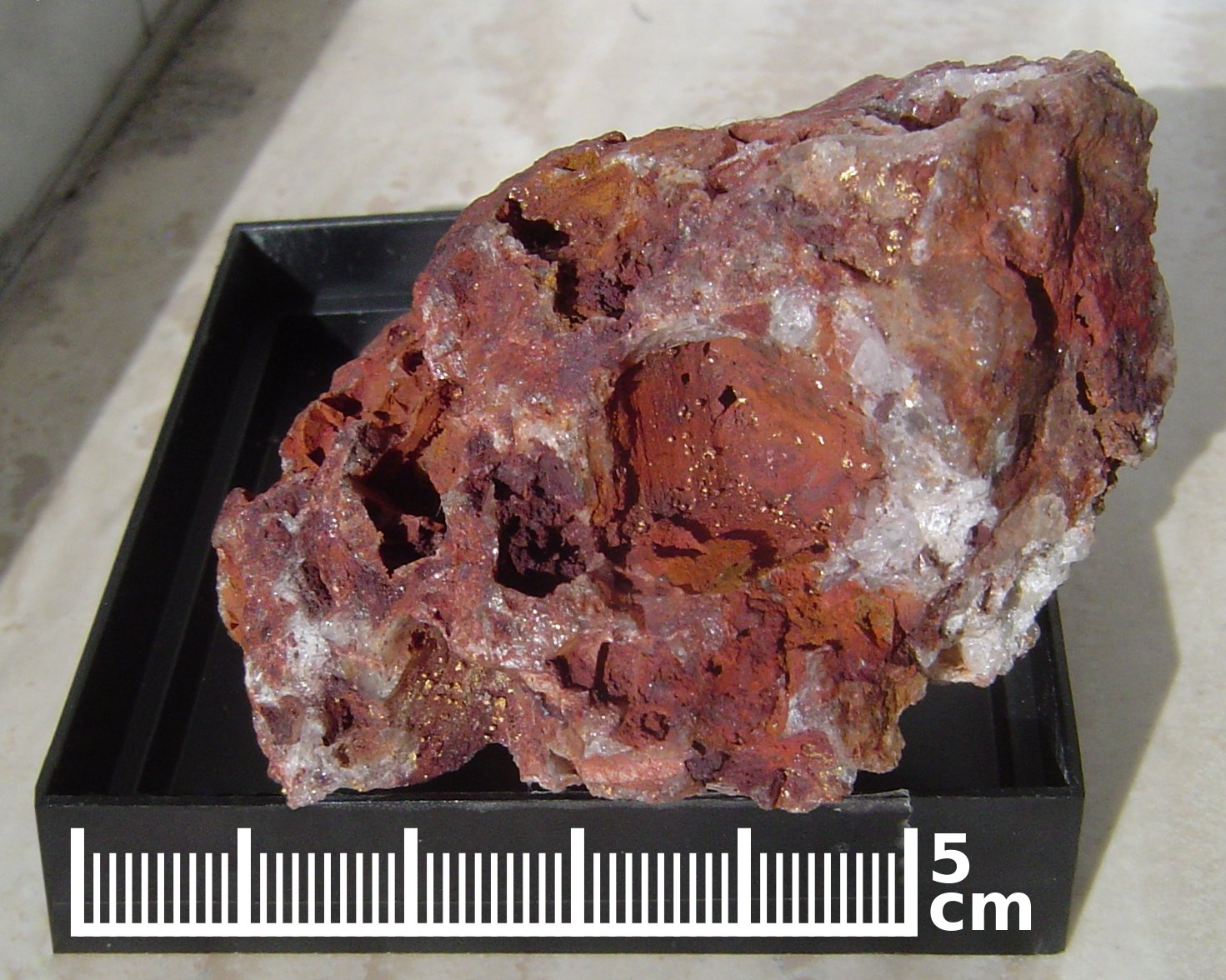
黃鐵礦立方體（中心）已從主岩中溶解，留下微量金

當暴露於地球表面普遍存在的氧化條件下時，黃鐵礦不穩定：黃鐵礦與大氣中的氧氣和水接觸，最終分解成水鐵礦（FeO(OH)）和硫酸（H
2SO
4）。該過程通過氧化黃鐵礦首先產生亞鐵離子（Fe2+
)和硫酸根離子 (SO2−
4)，並釋放氫正離子（H+）。然後亞鐵離子被氧氣氧化成鐵離子（Fe3+
）水解並釋放H+產生FeO(OH)。當黃鐵礦被精細分散（最初由泥質沉積物中的硫酸鹽還原菌形成的菱形晶體或採礦作業產生的粉塵）時，這些氧化反應發生得更快。

## 扩展阅读
- American Geological Institute, 2003, Dictionary of Mining, Mineral, and Related Terms, 2nd ed., Springer, New York, ISBN 978-3-540-01271-9.
- David Rickard, Pyrite: A Natural History of Fool's Gold, Oxford, New York, 2015, ISBN 978-0-19-020367-2.